# Coscinia grisea
Coscinia grisea là một loài bướm đêm thuộc phân họ Arctiinae, họ Erebidae.